# (2396) Kochi
(2396) Kochi es un asteroide perteneciente al cinturón de asteroides, descubierto el 9 de febrero de 1981 por Tsutomu Seki desde el Observatorio de Geisei, Geisei, Japón.

## Designación y nombre
Designado provisionalmente como 1981 CB. Fue nombrado Kochi en homenaje a Kōchi lugar de nacimiento del descubridor.